# Umbrische Sprache

Sprachgebiete im Italien des 6. Jahrhunderts v. Chr.

Umbrisch gehört zum italischen Zweig der indogermanischen Sprachfamilie. Dort wiederum gehört es zur oskisch-umbrischen Gruppe.
Die umbrische Sprache ist in erster Linie von den Tabulae Iguvinae bekannt (Iguvium ist das heutige Gubbio), sieben Platten aus Bronze, die einige Aufzeichnungen zu religiösen Zeremonien und Statuten für die Priester enthalten. Die Tafeln wurden in einer Variante des altitalischen Alphabets geschrieben, das auf die etruskische Schrift zurückgeht.
Die gefundenen Inschriften lassen sich in zwei Gruppen einteilen: die altumbrischen Texte stammen aus dem 5. Jahrhundert v. Chr., die spätumbrischen aus dem 1. Jahrhundert v. Chr. Letztere wurden in Lateinschrift verfasst. Kurze Zeit später starb das Umbrische aus.

## Lautentwicklung
Die folgenden lautlichen Entwicklungen von der Indogermanischen Grundsprache zeichnen das Umbrische aus:
1. Vokale
  - ă und ā bleiben erhalten; im Wortauslaut wird ă zu ɔ
  - ĕ bleibt erhalten oder wird gehoben (vergleiche etwa lat. farrea mit umbrisch farsio)
  - ē wird zu i gehoben
  - i wird zu ĕ oder bleibt: pere neben piri „wenn“
  - ŏ bleibt erhalten
  - ō wird u oder o geschrieben (vergleiche lat. estō mit umbrisch estu und lat. nōmen mit umbrisch nome)
  - ai wird zu ɛː (vergleiche lat. quaestur mit umbrisch kvestur)
  - ei wird meist zu e oder ee (vergleiche lat. ito mit umbrisch etu neben eetu)
  - oi wird im Anlaut zu oː (vergleiche lat. unum mit umbrisch unu), im Auslaut zu eː (vergleiche lat. populo mit umbrisch pople)
  - au wird zu oː (vergleiche lat. taurus mit umbrisch toru)
  - eu (italisch) wird zu *ou
  - ou wird zu oː (vergleiche lat. tota mit umbrisch tuta)
2. Konsonanten
  - r schwindet im Auslaut
  - l schwindet vor t und ist manchmal durch rs vertreten (vergleiche lateinisch (pater) familiās mit umbrisch fameřiās)
  - m/n sind vor Konsonanten und am Wortende sehr schwach (vergleiche lat. ostendito mit umbrisch ustentu, auch ustetu)
  - ns wird selten zu f (vergleiche lat. mensam mit umbrisch mefa)
  - Dentale zwischen Vokalen werden zu ř (rs).
  - Wie im Lateinischen tritt auch im Umbrischen Rhotazismus auf. Allerdings wird hier mitunter auch s am Wortende zu r.
  - Das ursprüngliche velare k wird vor e/i palatalisiert: zu ç, ś, s.